# 2020年緬甸議會選舉
2020年緬甸議會選舉於2020年11月8日（星期日）舉行，選出新一屆緬甸聯邦議會的地方選區議員。地方議會選舉亦於同日舉行。選舉當局宣佈有部分選區不會舉行選舉，影響7個民族院席位、15個人民院席位和部分地方議會席位，導致約140万合資格選民不能在本次選舉投票。在选举中，共有超過1,100个聯邦議會和地方議會席位参与竞选。2021年2月26日，缅甸军方发动政变后成立的新选举委员会宣布2020年选举结果无效。

## 选举背景
2015年11月的议会选举在很大程度上由翁山蘇姬领导的全国民主联盟赢取60%的议席。但翁山蘇姬因前军政府的精心安排（規定有外國家屬的人不能參選總統，翁山蘇姬的過世丈夫和兩個兒子都是英國人，故無法參選）而无法获得总统职位，后来成为国务资政，兼任外交部长和总统府办公室部长，这一职位使她拥有「实际上行使政府首脑职务的特权」，相當於緬甸總理，翁山蘇姬成為緬甸事實上的國家領導人，掌握政府權力，但無法控制軍方。
今届选举也是缅甸军政府自2011年下台解除锁国后第2次全国选举。

## 選舉制度
民族院和人民院的地方選區席位選舉採用領先者當選。根据缅甸宪法规定，兩院各有四分之一席位由軍方保留，以确保军队能在缅甸大选后继续维持其政治影响力。
缅甸联邦议会划分为三个议员团，即人民院（相当于下院）民选议员团、民族院（相当于上院）民选议员团、人民院和民族院两院军人议员团（非经选举产生）。选举后成立的政府中，包括國防部長在內的3個指定部長職位必须由军方任命领导。新一屆議員上任后，缅甸总统和两名副总统由总统选举中产生。总统选举由三个委员会的议员组成：一個来自民族院的民选议员，一個来自人民院的民選议员，一個來自军方任命的議员。每个委员会推荐一名候选人，然后大会进行表决。选举候选人的地位取决于他们的总体得票数（得票最高的候选人成为总统，第二高的选为第一副总统，剩余的候选人成为第二副总统）。总统候选人必须是缅甸籍平民，年滿45岁，至少在缅甸连续定居超过20年，还必须满足此次议会选举参选人的条件。
此次選舉罗兴亚人不能參與投票。

## 結果
2020年11月9日，缅甸全国民主联盟宣布在议会选举中获胜。11月13日，緬甸聯邦選舉委員會宣布全國民主聯盟贏得過半席次。11月14日，联邦选举委员会宣布全国民主联盟赢得议会两院498个直選席位当中的396个。

## 争议

### 选举舞弊的指控
缅甸军方声称全缅甸共有860万起选举舞弊，要求选举委员会宣布选举无效。
2021年1月28日，缅甸选举委员驳斥军方宣称选民重复投票的舞弊指控，强调在选举中选民无法用不可磨灭的墨水标记手指的方式进行多次投票，而选民在名单上的填写错误不会导致投票欺诈。同日，缅甸军方首长提及废除宪的可能性，引发军方可能会以选举舞弊疑虑为由发动政变夺权的担忧。

## 反應
总部设在美国的选举监督组织卡特中心指出羅興亞人被剥夺投票权的问题，以及选举委员会倾向于全国民主联盟的问题。但是，该中心表示，大体来说，“选民能够自由地通过投票表达他们的意愿。”美国国务卿蓬佩奥也提到缅甸当局取消一些议会席位的选举、剥夺罗兴亚人选举权的问题，以及议会保留很多席位给军方，但他说，这次选举仍然是“缅甸在民主转型中迈出的重要一步。”
2020年12月9日，人权观察评论缅甸选举缺乏许多国际公认的自由和公正的选举要素。包括言论自由，结社，和平集会和迁徙的权利；候选人和选民参与没有暴力，威胁和恐吓的环境；普选制竞选公职的权利；投票权和无记名投票权；和不受歧视的自由。同时对缅甸当局强迫选民在大选中投票军人支持的联盟团结与发展党展开调查。
2021年1月13日，人权观察公布《2021年世界人权报告》的缅甸的总体人权状况在2020年恶化。其中一项关于2020年的选举问题，包括歧视性的公民身份，禁止大多数罗兴亚族选民和候选人；对政府批评者的刑事起诉；政党对政府媒体的使用权不平等；缺乏独立和透明的选举委员会和投诉解决机制。联邦选举委员会（UEC）授权各党派在选举前的两个月内，在国有电视台和广播电台上发布一条15分钟的竞选信息。然而，所有的政治广播都必须经过联邦选举委员会的事先批准，该委员会对他们可以说的话施加了过于宽泛和模糊的限制，违反了保护言论自由的国际标准。 在UEC审查了他们的部分演讲后，有6个政党完全取消了他们的广播，但有10个政党在抗议下参加了广播。由于战乱，UEC取消了钦邦、克钦邦、克伦邦、孟邦、若开邦和掸邦部分地区的投票，但没有详细解释为什么具体地区受到影响。自治区佤邦也没有进行投票。

## 后续
2021年2月1日，昂山素季连同缅甸总统及其他几位领导人被军方扣押。
2021年5月，亚洲自由选举网络在報告中指出「2020年大选结果，总的来说代表了缅甸人民的意愿」。